# Zachary Herivaux
Zachary Herivaux (Suita, Osaka, Japón, 1 de febrero de 1996) es un futbolista haitiano. Juega de centrocampista y su equipo actual es el Rhode Island FC de la USL Championship de Estados Unidos.

## Trayectoria
Herivaux se formó como jugador en las inferiores del New England Revolution, y el 2 de mayo de 2015 fichó por el primer equipo como jugador de cantera. Debutó profesionalmente el 17 de junio en la derrota por 2:0 ante el Charlotte Independence en la U.S. Open Cup.
El 15 de marzo de 2019 fue enviado a préstamo al Birmingham Legion FC de la USL Championship.
Herivaux fue liberado del New England al término de la temporada 2019 y fichó por el San Antonio FC de la USL.

## Selección nacional
Herivaux nació en Japón, hijo de padre haitiano y madre japonesa. Su padre Pedro fue futbolista, y conoció a Miki, su madre, cuando jugaba en Japón.
El centrocampista jugó con la selección de Haití sub-20 en el Campeonato Sub-20 de la Concacaf 2015.
Debutó con la selección de Haití el 10 de octubre de 2017 en el empate 3:3 contra Japón.

## Estadísticas
Actualizado al último partido disputado el 24 de octubre de 2019.
| New England Revolution Estados Unidos | 1.ª           | 2015          | 0  | 0 | 1 | 0 | - | - | 1  | 0 |
| New England Revolution Estados Unidos | 1.ª           | 2016          | 5  | 0 | 4 | 1 | - | - | 9  | 1 |
| New England Revolution Estados Unidos | 1.ª           | 2017          | 0  | 0 | 2 | 1 | - | - | 2  | 1 |
| New England Revolution Estados Unidos | 1.ª           | 2018          | 5  | 0 | 1 | 0 | - | - | 6  | 0 |
| New England Revolution Estados Unidos | 1.ª           | 2019          | 0  | 0 | 0 | 0 | - | - | 0  | 0 |
| New England Revolution Estados Unidos | Total club    | Total club    | 10 | 0 | 8 | 2 | 0 | 0 | 18 | 2 |
| Birmingham Legion Estados Unidos      | 2.ª           | 2019          | 23 | 1 | - | - | - | - | 23 | 1 |
| Birmingham Legion Estados Unidos      | Total club    | Total club    | 23 | 1 | 0 | 0 | 0 | 0 | 23 | 1 |
| San Antonio Estados Unidos            | 2.ª           | 2017          | 5  | 1 | - | - | - | - | 5  | 1 |
| San Antonio Estados Unidos            | 2.ª           | 2020          | 0  | 0 | 0 | 0 | - | - | 0  | 0 |
| San Antonio Estados Unidos            | Total club    | Total club    | 5  | 1 | 0 | 0 | 0 | 0 | 5  | 1 |
| Total carrera                         | Total carrera | Total carrera | 38 | 2 | 8 | 2 | 0 | 0 | 56 | 4 |
| (1) Incluye datos de la U.S. Open Cup |               |               |    |   |   |   |   |   |    |   |

## Vida personal
Herivaux tiene la ciudadanía estadounidense, japonesa y haitiana. Es primo de las tenistas Naomi Osaka y Mari Osaka.